# Chabahar
Chābahār (farsi چابهار), che si chiamava precedentemente Bandar Beheshti, è il capoluogo dello shahrestān di Chabahar, circoscrizione Centrale, nella provincia del Sistan e Baluchistan in Iran. Aveva, nel 2014, una popolazione di 120 000 abitanti.
Si trova sulla costa del Makran e si affaccia sul golfo di Oman. La città è un porto franco ed è il miglior punto d'accesso dell'Iran all'oceano Indiano, per questi motivi è diventata un'importante zona commerciale e industriale.
Il governo iraniano, in un incontro tenutosi a Nuova Delhi con India e Afghanistan tra il 26 e il 28 agosto 2012 dichiarò di voler investire 25 miliardi di dollari per trasformare il porto di Chabahar in un hub energetico di importanza mondiale. Contestualmente, annunciò la costruzione di un impianto di un gigawatt, che dovrebbe connettere Chabahar con il porto pakistano di Gwadar.